# Bahnhof Herten (Westf)
Der Bahnhof Herten (Westf) ist die wichtigste Bahnstation im Hertener Stadtgebiet. Der heutige Haltepunkt liegt zentral an der Feldstraße. Mit Herten-Westerholt ist eine weitere Bahnstation in Herten in Bau.

## Lage und Aufbau
Der 2022 eingerichtete Haltepunkt liegt etwa 400 m östlich des früheren Bahnhofs im Stadtteil Herten-Mitte an der Feldstraße. Direkt nördlich grenzt an den Bahnhof der Hertener Stadtteil Paschenberg an. Die Feldstraße quert dort die Bahnstrecke über eine Straßenbrücke. Der Haltepunkt besteht aus zwei Außenbahnsteigen. Sie liegen beide im Stadtteil Herten-Mitte, der einzige Zugang zum nördlichen Bahnsteig (Bahnsteig 2, Fahrtrichtung: Gladbeck/Essen) liegt jedoch im Stadtteil Paschenberg. Der einzige Zugang zum südlichen Bahnsteig (Bahnsteig 1, Fahrtrichtung: Recklinghausen) erfolgt über die Gartenstraße. Die beiden Bahnsteige sind nicht direkt miteinander verbunden. Zum Bahnsteigwechsel ist ein 640-m-langer Umweg durch die Gartenstraße, Feldstraße und Staakener Straße notwendig.
Bis 2027 soll der Haltepunkt direkte barrierefreie Zugänge zur Überführung Feldstraße bekommen. Die Brücke soll zudem verbreitert werden, um Platz für eine Bushaltestelle Herten Bf direkt an den Bahnsteigzugängen zu schaffen. Ebenfalls sind P+R-Plätze und Fahrradboxen im direkten Umfeld des Hertener Bahnhofs geplant.
Der Bahnhof liegt etwa 300 m bis 400 m nördlich der Hertener Innenstadt und des Zentralen Omnibusbahnhofs (ZOB) Herten Mitte.

## Geschichte

### Alter Bahnhof

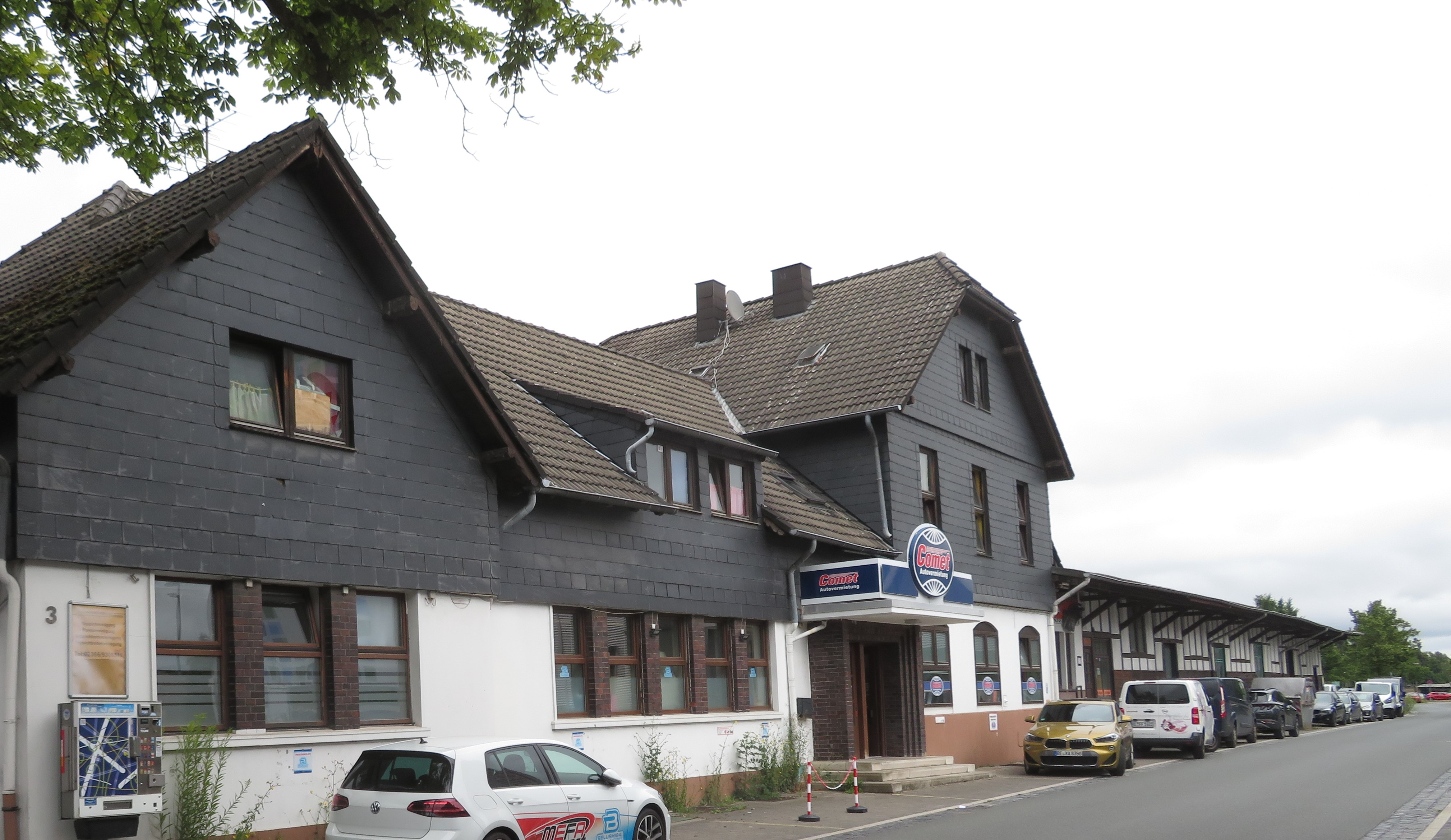
Ehemaliger Bahnhof Herten

Der Bahnhof wurde 1905 an der Bahnstrecke Oberhausen-Osterfeld–Hamm eröffnet. Die auch als „Osterfelder Bahn“ bezeichnete Strecke wurde als nördliche Gütermagistrale für das Ruhrgebiet erbaut, der Personenverkehr spielte bis zu seiner Einstellung 1983 nur eine untergeordnete Rolle. Der Bahnhof Herten verlor 1983 den Personenverkehr, wurde aber noch bis 1993 als Bahnhof im Güterverkehr bedient. Das ehemalige Empfangsgebäude steht heute im Technologiepark Herten und wird privat genutzt. 1993 wurde der Bahnhof in eine Ausweichanschlussstelle umgewandelt, später wurden auch die letzten Nebengleise und Weichen entfernt.

### Reaktivierung
Herten war mit seinen über 60.000 Einwohnern von 1983 bis 2022 die größte deutsche Stadt ohne Anbindung an den Schienenpersonenverkehr. Seit 2022 ist dies Bergkamen. Bis zur Reaktivierung der Verkehrsstation Herten in der Innenstadt als Haltepunkt am 11. Dezember 2022 waren die nächstgelegenen Bahnhöfe für den Personenverkehr Recklinghausen Hauptbahnhof, Wanne-Eickel Hauptbahnhof und der Haltepunkt Gelsenkirchen-Hassel (unweit des Hertener Stadtteils Bertlich).
Die Bahnstrecke Oberhausen-Osterfeld–Hamm mit den örtlichen Bahnhöfen Herten (Westf) und Westerholt diente von 1983 bis 2020 allein dem Güterverkehr. Seit 11. September 2020 verkehrt die S-Bahn-Linie 9 ab Gladbeck West abwechselnd jeweils stündlich nach Haltern oder Recklinghausen, wobei sie auf dem Weg nach Recklinghausen zunächst durch Herten fuhr, ohne dort anzuhalten. Im August 2021 begannen Bauarbeiten für die neue S-Bahn-Station Herten (Westf) östlich des alten Bahnhofes an der Feldstraße. Sie wurde am 11. Dezember 2022 eröffnet.
Der Haltepunkt Herten-Westerholt sollte im Dezember 2024 in Betrieb gehen. Wegen der Suche nach Weltkriegsblindgängern und Wasser in den Baugruben verzögert sich der Baufortschritt.

## Bedienung

### Regionalverkehr
Im Fahrplanjahr 2024 wird die Strecke im Schienenpersonennahverkehr stündlich durch die Linie S9 bedient:
| Linie | Linienverlauf | Takt   | Betreiber |
| ----- | --- | ------ | --------- |
| S 9   | Recklinghausen Hbf – Herten (Westf) – Gladbeck West – Bottrop-Boy – Bottrop Hbf – E-Dellwig Ost – E-Gerschede – E-Borbeck – E-Borbeck Süd – Essen West – Essen Hbf – E-Steele – E-Überruhr – E-Holthausen – E-Kupferdreh – Velbert-Nierenhof – Velbert-Langenberg – Velbert-Neviges – Velbert-Rosenhügel – Wülfrath-Aprath – W-Vohwinkel – W-Sonnborn – W-Zoologischer Garten – W-Steinbeck – Wuppertal Hbf – W-Unterbarmen – W-Barmen – W-Oberbarmen – W-Langerfeld – Schwelm West – Schwelm – Gevelsberg West – Gevelsberg-Kipp – Gevelsberg Hbf – Gevelsberg-Knapp – HA-Westerbauer – HA-Heubing – HA-Wehringhausen – Hagen Hbf Stand: Fahrplanwechsel Dezember 2023 | 60 min | DB Regio  |

### Busverkehr
Der Busverkehr wird in Herten mit einigen Ausnahmen von der Vestische Straßenbahnen GmbH betrieben.
Die direkt am Bahnhof liegende Bushaltestelle Herten Bf auf der Überführung Feldstraße wird erst 2027 im Zuge des Ausbaus der Feldstraße gebaut werden. Bis dahin ist die dem Bahnhof Herten am nächsten gelegene Bushaltestelle die Haltestelle Über den Knöchel an der Feldstraße etwa 150 m Fußweg vom Richtungsbahnsteig 2 Ri: Gladbeck/Essen entfernt.
Im Fahrplan des öffentlichen Personennahverkehrs gibt es hier folgendes Angebot:
| Linie | Verlauf | Takt (Mo–Fr)                                    | Betreiber |
| ----- | --- | ----------------------------------------------- | --------- |
| SB27  | Marl Mitte – Friedhof Alt-Marl – Herten-Langenbochum – Paschenberg – Über den Knöchel (Herten , 150 m) – Herten Mitte (Herten , 500 m) – Herten Rathaus (Herten , 300 m) – Herten-Süd – Bergbau Ewald 1/2 – Hertener Mark Tennisplatz – Wanne Waldfriedhof (– Hertener Mark Hohewardstraße) (einzelne Fahrten im Berufsverkehr) – Mondpalast – Wanne-Eickel Hbf | 30 min                                          | Vestische |
| 243   | Gelsenkirchen-Buer Rathaus – Gelsenkirchen-Buer Nord Bf – Gelsenkirchen-Hassel / (GE-Hassel Friedhof – GE-Hassel Bf ) (zeitweise) – Herten-Bertlich – Westerholt – Langenbochum Bergwerk Schlägel und Eisen – Paschenberg – Über den Knöchel (Herten , 150 m) – Herten Mitte (Herten , 500 m)                                                                   | 60 min (Buer–Bertlich) 30 min (Bertlich–Herten) | Vestische |
| 246   | Herten-Scherlebeck (nur abends) / Buschstr. – Langenbochum – Paschenberg – Über den Knöchel (Herten , 150 m) – Herten Mitte (Herten , 500 m) | 30 min                                          | Vestische |

Alle drei Buslinien überqueren den Bahnhof über die Überführung Feldstraße. Des Weiteren fahren noch die Buslinien 214, 224 und NE9 über die Überführung, bedienen aber keine Bushaltestelle in direkter Bahnhofsnähe.
Dem Bahnsteig 1 mit dem Ausgang Gartenstraße liegt die Haltestelle Herten Rathaus am nächsten. Sie ist etwa 300 m vom Bahnhof entfernt. Der ZOB Herten Mitte liegt etwa 500 m Fußweg vom Bahnhof Herten entfernt.

Im Fahrplan des öffentlichen Personennahverkehrs gibt es am ZOB Herten Mitte folgendes Angebot:
| Linie | Verlauf | Takt (Mo–Fr)                                            | Betreiber |
| ----- | --- | ------------------------------------------------------- | --------- |
| SB27  | Marl Mitte – Friedhof Alt-Marl – Herten-Langenbochum – Paschenberg – Über den Knöchel (Herten , 150 m) – Herten Mitte (Herten , 500 m) – Herten Rathaus (Herten , 300 m) – Herten-Süd – Bergbau Ewald 1/2 – Hertener Mark Tennisplatz – Wanne Waldfriedhof (– Hertener Mark Hohewardstraße) (einzelne Fahrten im Berufsverkehr) – Mondpalast – Wanne-Eickel Hbf | 30 min                                                  | Vestische |
| SB49  | Gelsenkirchen-Buer Rathaus – Gelsenkirchen-Resse – Herten Rathaus (Herten , 300 m) – Herten Mitte (Herten , 500 m) –Disteln Josefstr. – Hochlar – Viehtor – Recklinghausen Hbf | 30 min                                                  | Vestische |
| 210   | RE-Röllinghausen – König Ludwig – Recklinghausen-Süd – Grullbad Hochstr. – RE-Süd Bf – Hochlarmark – RE-Neue Horizonte – Hertener Mark Industriegebiet – Herten-Süd – Herten Rathaus (Herten , 300 m) – Herten Mitte (Herten , 500 m) | 30 min                                                  | Vestische |
| 211   | Herten Mitte (Herten , 500 m) – Herten Rathaus (Herten , 300 m) – Westerholt – Westerholt Bf (– Herten-Bertlich) (zeitweise) – Gelsenkirchen-Hassel – Gelsenkirchen-Buer Rathaus | 30 min                                                  | Vestische |
| 212   | Herten Mitte (Herten , 500 m) – Herten Rathaus (Herten , 300 m) – Westerholt – Westerholt Bf – Herten-Bertlich – GE-Hassel Bf – Gelsenkirchen-Hassel – Gelsenkirchen-Buer Nord Bf – Gelsenkirchen-Buer Rathaus | 30 min                                                  | Vestische |
| 214   | RE Nordcharweg – Nordviertel – Recklinghausen Hbf – Lohtor – Westviertel – Herten-Scherlebeck – Disteln – Herten Mitte (Herten , 500 m) | 60 min (Recklingh.–Scherleb.) 30 min (Scherleb.–Herten) | Vestische |
| 224   | Recklinghausen Letterhausstraße – Ostviertel – Recklinghausen Hbf – Viehtor – Westviertel – Herten-Scherlebeck – Disteln – Herten Mitte (Herten , 500 m) | 30 min                                                  | Vestische |
| 234   | Herten Mitte (Herten , 500 m) – Herten Rathaus (Herten , 300 m) – Herten-Süd – Hertener Mark Industriegebiet – RE-Neue Horizonte – Hochlarmark Salentinstr. – Recklinghausen-Süd – Grullbad – König Ludwig Overbergstr. – Röllinghausen Marderweg – Suderwich – Essel – Groß-Erkenschwick – Oer-Erkenschwick Berliner Platz | 30 min                                                  | Vestische |
| 243   | Gelsenkirchen-Buer Rathaus – Gelsenkirchen-Buer Nord Bf – Gelsenkirchen-Hassel / (GE-Hassel Friedhof – GE-Hassel Bf ) (zeitweise) – Herten-Bertlich – Westerholt – Langenbochum Bergwerk Schlägel und Eisen – Paschenberg – Über den Knöchel (Herten , 150 m) – Herten Mitte (Herten , 500 m) | 60 min (Buer–Bertlich) 30 min (Bertlich–Herten)         | Vestische |
| 245   | Herten Mitte (Herten , 500 m) – Herten Rathaus (Herten , 300 m) – Waldfriedhof – Disteln – Langenbochum Hofstraße | 60 min                                                  | Vestische |
| 246   | Herten-Scherlebeck (nur abends) / Buschstr. – Langenbochum – Paschenberg – Über den Knöchel (Herten , 150 m) – Herten Mitte (Herten , 500 m) | 30 min                                                  | Vestische |
| NE2   | Bottrop ZOB Berliner Platz – Bottrop-Eigen – Ellinghorst – Gladbeck Goetheplatz – Gladbeck Ost Bf – Gelsenkirchen-Scholven – Bülse – Gelsenkirchen-Buer Rathaus – Gelsenkirchen-Resse – Herten Rathaus (Herten , 300 m) – Herten Mitte (Herten , 500 m) – Disteln Josefstr. – Hochlar – Westviertel Moltkestr. – Paulusviertel Paulusstr. – Viehtor – Recklinghausen Hbf NachtExpress: In den Nächten von Freitag auf Samstag, Samstag auf Sonntag und vor Feiertagen | 60 min                                                  | Vestische |
| NE9   | Gelsenkirchen-Buer Rathaus – Gelsenkirchen-Buer Nord Bf – Gelsenkirchen-Hassel – GE-Hassel Bf – Herten-Bertlich – Westerholt – Langenbochum – Scherlebeck – Disteln – Herten Mitte (Herten , 500 m) NachtExpress: In den Nächten von Freitag auf Samstag, Samstag auf Sonntag und vor Feiertagen | 60 min                                                  | Vestische |